# Poznań Fara
Poznań Fara (tiếng Ba Lan: Fara Poznańska), còn được gọi là nhà thờ Giáo xứ hay đơn giản là Fara, là một nhà thờ Công giáo La Mã nằm tại trung tâm Phố Cổ Poznań, ở miền tây Ba Lan. Đây là một trong những địa danh dễ nhận biết nhất khi đến Poznań, đồng thời là ngôi đền Thiên chúa giáo quan trọng nhất bên cạnh nhà thờ chính tòa của thành phố và là công trình kiểu mẫu đại diện cho kiến trúc Baroque ở Ba Lan. Tên đầy đủ của nhà thờ là vương cung thánh đường Đức Mẹ Hằng Cứu Giúp, cùng Thánh Maria Mađalêna và Thánh Stanislaus. Nhà thờ hiện thuộc Tổng giáo phận Công giáo Poznań.
Nhà thờ được xây dựng từ năm 1651 đến năm 1701 theo phong cách Baroque bởi các bậc thầy công trình người Ba Lan và người Ý. Ngoài yếu tố Baroque, bên trong nhà thờ được kết hợp với kiểu kiến trúc Roman, điển hình như các cột trụ Corinth đồ sộ. Khoảng giữa thế kỷ 18, Pompeo Ferrari đã thiết kế bàn thờ chính cao 17 mét và cổng chính quay mặt ra Phố Cổ. Năm 1876, nhà thờ có thêm một cây đại phong cầm được chế tác bởi Friedrich Ladegast. Nhà thờ và gần như toàn bộ thành phố Poznań, đều may mắn không bị hủy hoại trong chiến tranh Thế giới thứ Hai.

## Truyền thuyết
Có một câu chuyện kỳ bý về nhà thờ Poznań Fara, đó là người ta thường xuyên nhìn thấy một người phụ nữ vận đồ đen xuất hiện trên ban công nơi có chiếc đại phong cầm, đây là khu vực mà người bình thường rất khó trèo lên. Bóng ma của người phụ nữ này đã được nhìn thấy nhiều lần và thậm chí còn được đưa lên cả các phương tiện truyền thông, tin tức. Linh hồn người phụ nữ được cho là một người đã từng quyên góp một số tiền lớn để mua cây đàn ống organ vào những năm 1870 và bây giờ vẫn còn lởn vởn xung quanh để canh giữ chiếc đàn.

## Bộ sưu tập

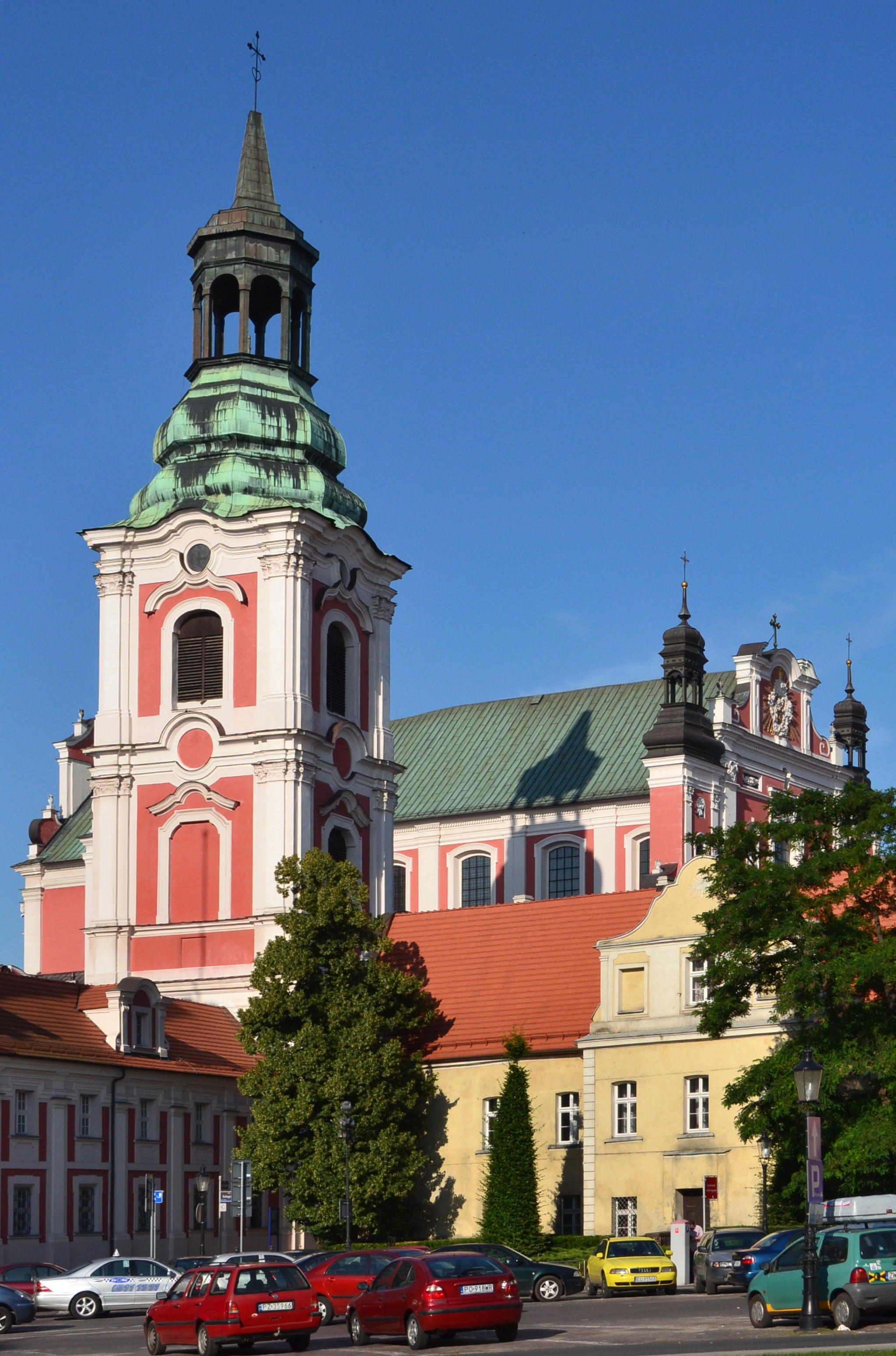
Tòa tháp chính
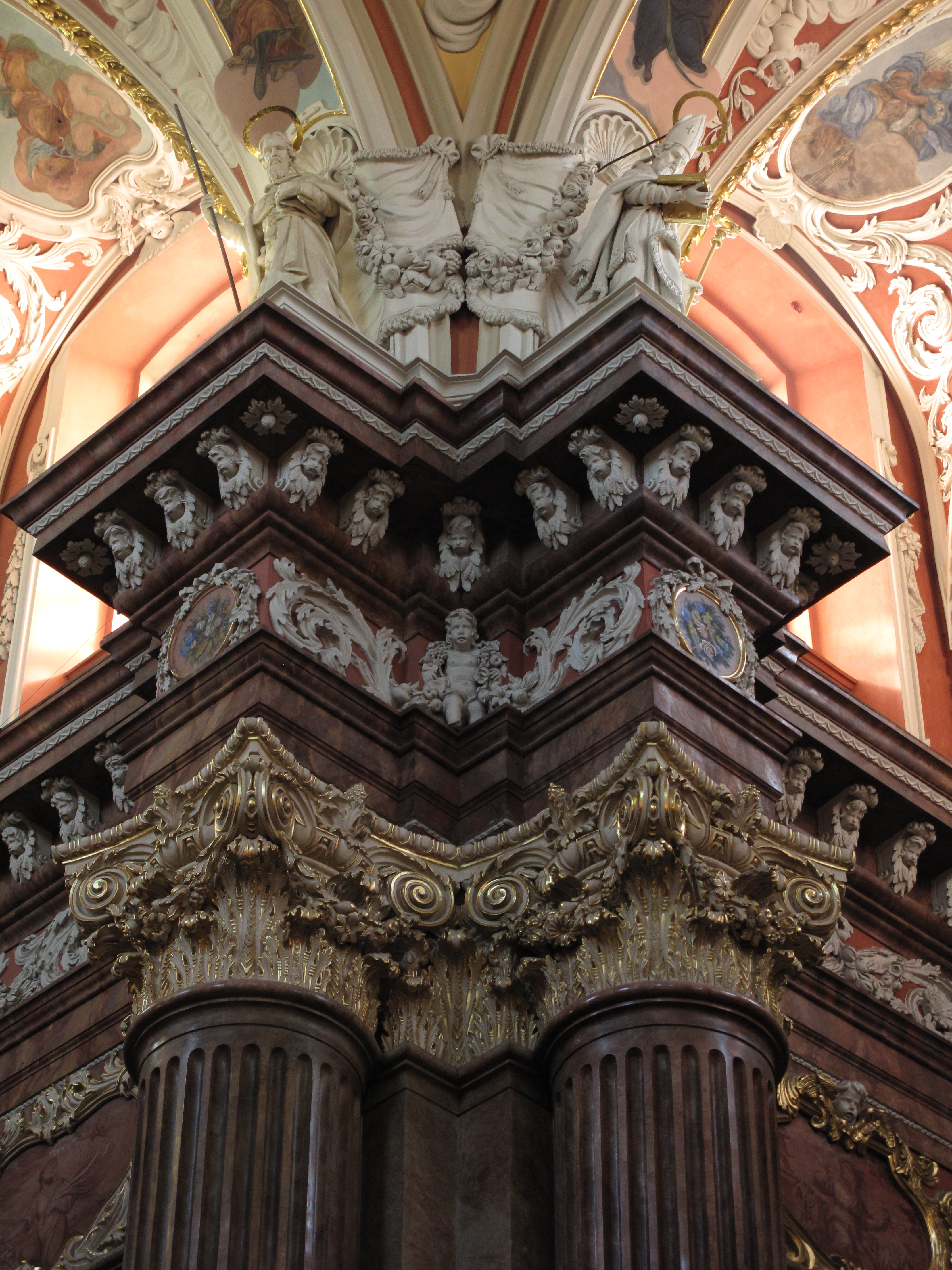
Cột Corinth
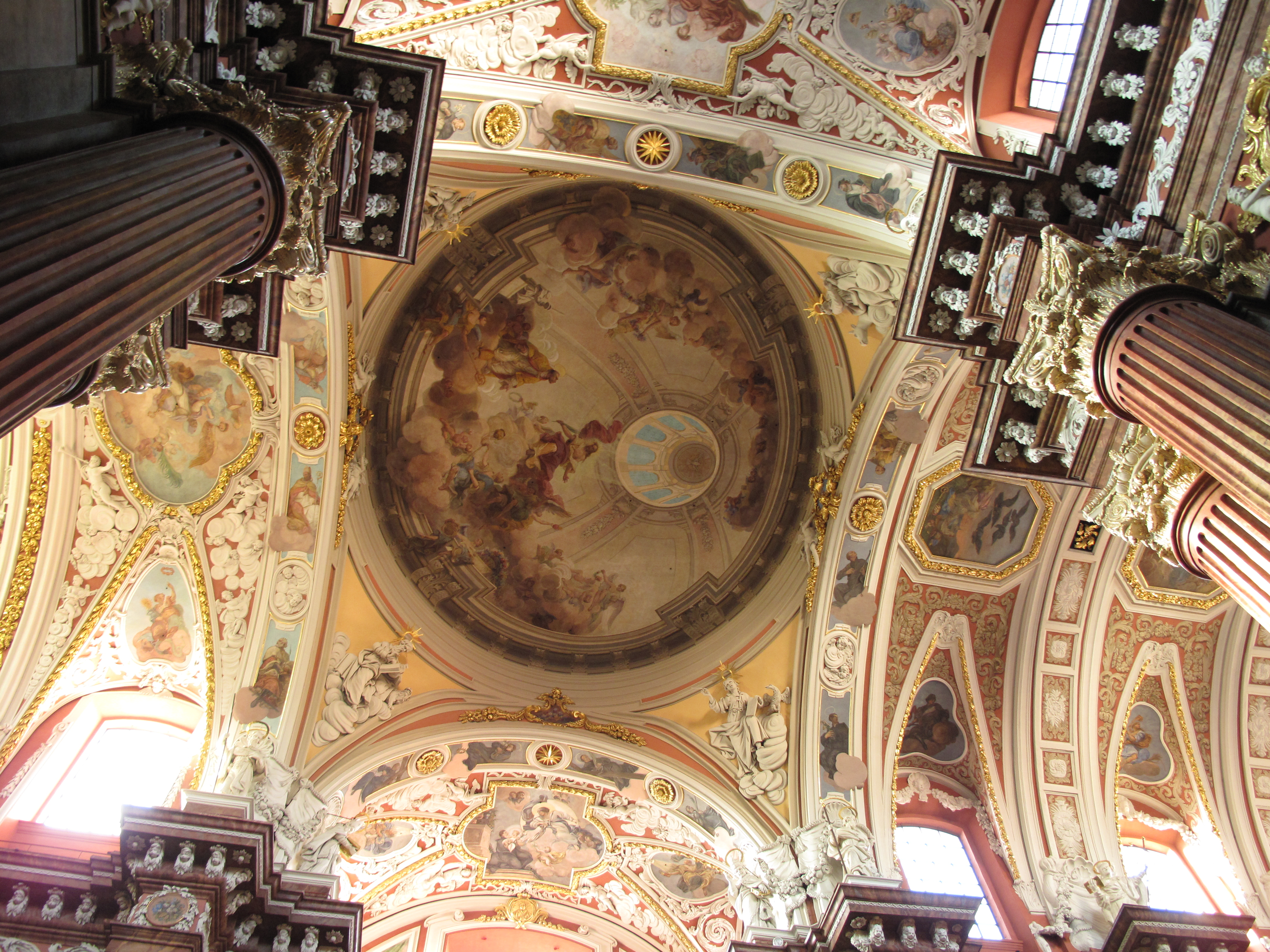
Bích họa trên mái vòm
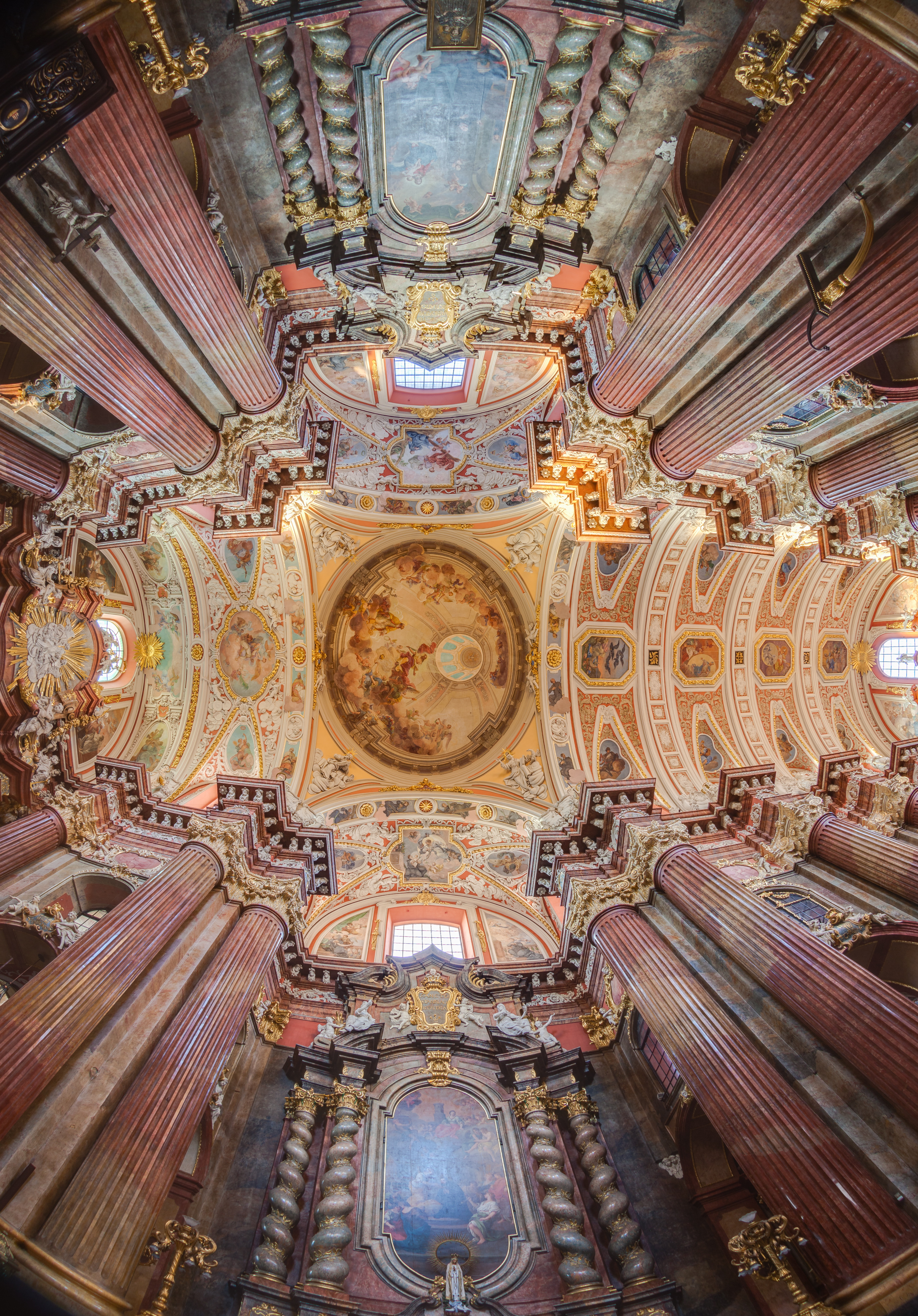
Bên trong nhà thờ